# 覆流年
《覆流年》是一部2022年中国大陆古装网络剧，由易军执导，邢菲、翟子路、经超主演。该剧于2022年8月31日芒果tv全网独播。台灣OTT由LINE TV、LiTV 線上影視、MyVideo同步跟播上架。

## 劇情簡介
講述天下河運的執掌者陸安然（邢菲 飾），因錯信他人而前程盡毀，重情重義的她也因一個「情」字遭算計，陸安然失去一切並重生後，決定逆行命運，讓仇敵付出代價，走上了復仇之路。

## 播出時間
| 頻道          | 所在地   | 播映日期      | 播出時間              | 備註       |
| ------------- | -------- | ------------- | --------------------- | ---------- |
| 芒果tv        | 中国大陆 | 2022年8月31日 | 每週六至週一20:00     | 會員搶先看 |
| WeTV          | 海外     | 2022年8月31日 | 每週六至週一20:00     |            |
| LINE TV       | 臺灣     | 2022年8月31日 | 全集上架免費看        |            |
| LiTV 線上影視 | 臺灣     | 2022年8月31日 | 每週二至週四22:00更新 |            |
| MyVideo       | 臺灣     | 2022年8月31日 | 每週二至週四20:00更新 |            |

## 演員列表

### 领衔主演
| 演員   | 角色   | 简介 | 配音   |
| 邢菲   | 陆安然 | 大瀚慶王（穆澤）妃→大瀚皇后(重生前) 大瀚慶王（穆澤）妾室(重生後) 大瀚慶王妃(重生前)，與慶王穆澤有一子世子穆毓，後因毓兒無心的一句話得罪蕭惊雀，而被萧惊雀陷害而死。因心愛的兒子死去而傷心過度，後來當上大瀚皇后得知穆澤從一開始接近她都只是為了利用她的家族地位，真心錯負的她決定自盡，但自盡後卻再次以陸安然的身分重生。重生後的她決定改變命運，而讓自己不讓自己陷入穆澤的圈套，假意答應成為穆澤的王妃，便讓自己的妹妹陸欣然代替她嫁給穆澤當王妃，但後面多次想辦法算計穆澤，到後來還是被穆澤威脅嫁給她當妾，最後選擇接受命運，即使心裡愛著穆川。天下河运的执掌者，志在山海，性情豪迈，一向重情的她也因为一个情字跌入致命的骗局中，遭阴谋算计，失去了一切，但她偏要与命运叫板，叫仇敌付出代价。 | 段艺璇 |
| 翟子路 | 穆川   | 大瀚齊王(陸安然重生前) 大瀚齊王→大瀚太子 (陸安然重生後) 大瀚朝九皇子，生母为南宵公主，虽为天皇贵胄，却只沉醉于山水之间，与清风稻香为伍，心怀万民，是陆安然千疮百孔的内心中的一片纯净田园。在陆安然重生后的新局势中，他逐渐走出庙堂孤立的边缘地位，在波谲云诡的朝局中坚定成长，最终以怀化将军、太子之姿，成为皇帝心中唯一适任的继承人。与穆泽情同手足，却因陆安然与政见分歧反目。深爱陆安然，却始终克制守护。在命运的推动下，最终回到了皇权的牢笼之中，成為大瀚太子。 | 谷江山 |
| 经超   | 穆泽   | 大瀚慶王→大瀚皇帝(陸安然重生前) 陸安然、萧惊雀的丈夫(陸安然重生前) 世子穆毓的父王(陸安然重生前) 陸欣然、萧惊雀、陸安然的丈夫(陸安然重生後) 大瀚朝二皇子，当朝庆王，生母為良妃陪嫁丫環，與陸安然有一子世子穆毓，背负屈辱的身世而活，敏感偏执。为了权位不择手段，一生都挣扎在童年的阴影中，不得解脱，但身处阴影的他却也向往着炙热纯净的光明，甚至不惜被它灼伤。 | 王凯   |

### 其他演员
| 演員   | 角色   | 简介 | 配音   |
| 王思懿 | 陆欣然 | 蔡望津的妻子(陸安然重生前） 大瀚慶王（穆澤）的王妃(陸安然重生後) 陆安然同父异母的妹妹，生母柳氏，自小被陆安然的光芒掩盖，遭人轻视，看似温婉娴静其实极度嫉恨陆安然。在欲望的驱使下，甘愿替嫁庆王府，多次陷害亲姐、害母卖父，疯癫装傻、复又清醒，一步步走向悲剧。最後一躍城牆而亡。 | 张惠霖 |
| 牛子藩 | 蔡望津 | 庆王府幕僚，穆泽的军师，心机深沉，只忠于穆泽一人，为此可以倾尽一切，是穆泽夺嫡路上最得力的助手。 | 史泽鲲 |
| 高旭阳 | 穆霖   | 四皇子，封翊王，貴妃所出，深得皇帝寵愛，太子最有力人選。 | 赫铭   |
| 张婕   | 萧惊雀 | 慶王妾室→大瀚蕭妃(陸安然重生前) 慶王妾室→慶王妃(繼室)(陸安然重生後) 大将军萧映唯一的妹妹，娇蛮任性，目中无人，唯独深爱着穆泽，不惜自降身份也要嫁进庆王府，与穆泽有一子麟儿。婚后因嫉妒与权势欲作祟，视陆安然为眼中钉，因毓儿顶撞自己而狠心下手致其夭折。第二世屡次陷害陆安然，亲眼目睹哥哥被穆泽所杀后精神失常，闯皇宫向皇上揭发陆安然的旧情与挑拨。最终拒绝与穆泽逃亡，自刎于王府。 | 聂曦映 |
| 韩烨   | 冬青   | 沈長青之妹，从小与亲人走散，外冷内热，沉着冷静，机敏过人。见惯人情冷暖，被陆安然搭救之后便死心塌地跟着陆安然，多次协助其脱险。因不满萧映胁迫，曾联合陆安然设局反击，为保清河帮安危多次出面担责。 | 韩烨   |
| 贺灵榣 | 灵奚   | 陆安然的贴身丫鬟，自小与陆安然一起长大，至诚至真，直率可爱，天不怕地不怕，无条件信任陆安然，愿意为了她付出一切。 | 踹踹   |
| 程宇峰 | 陆昀   | 陆安然同父异母的弟弟，稚气未脱的热血少年，不理家事，向往沙场铁血，梦想成为一名大将军，经历了家族变故后开始成长。 | 钟城   |
| 楊彤   | 沈長青 | 清河幫幫主，九皇子穆川的好朋友。陆安然重生前命丧王府地牢，重生后被其救下。后多次协助陆安然与穆川周旋朝局、营救性命，并协力策划穆川假死试探陆安然心意。 |        |
| 震     | 景帝   | | 赵铭洲 |
| 姬天語 | 墨竹   | |        |
| 朱宏嘉 | 陸輕舟 | 陸安然、陸欣然及陸昀之父。朝中重臣，亦是大瀚首屈一指的大商贾。为人公正严谨，重视门第与声誉。因朝局所迫曾选择支持陆欣然入庆王府，后逐渐看清权谋倾向，转为保护陆安然。 |        |

## 電視劇歌曲
| 曲序 | 曲目                     |                        | 作曲   | 编曲   | 演唱   |
| ---- | ------------------------ | ---------------------- | ------ | ------ | ------ |
| 1.   | 归程（主题曲）           | 王添赐                 | 文雯   | 王添赐 | 丁当   |
| 2.   | 今夕何夕（女版）（插曲） | 王添赐、木卫二、王天宇 | 纪铭乐 | 王添赐 | 弦子   |
| 3.   | 今夕何夕（男版）（插曲） | 王添赐、木卫二、王天宇 | 纪铭乐 | 王添赐 | 陈俊宇 |
| 4.   | 何妨（插曲）             | 木卫二                 | 崔贝   | 王添赐 | 段奥娟 |
| 5.   | 破（插曲）               | 无那、王添赐           | 郑冰冰 | 王添赐 | 邓川   |